# Sanam Chan

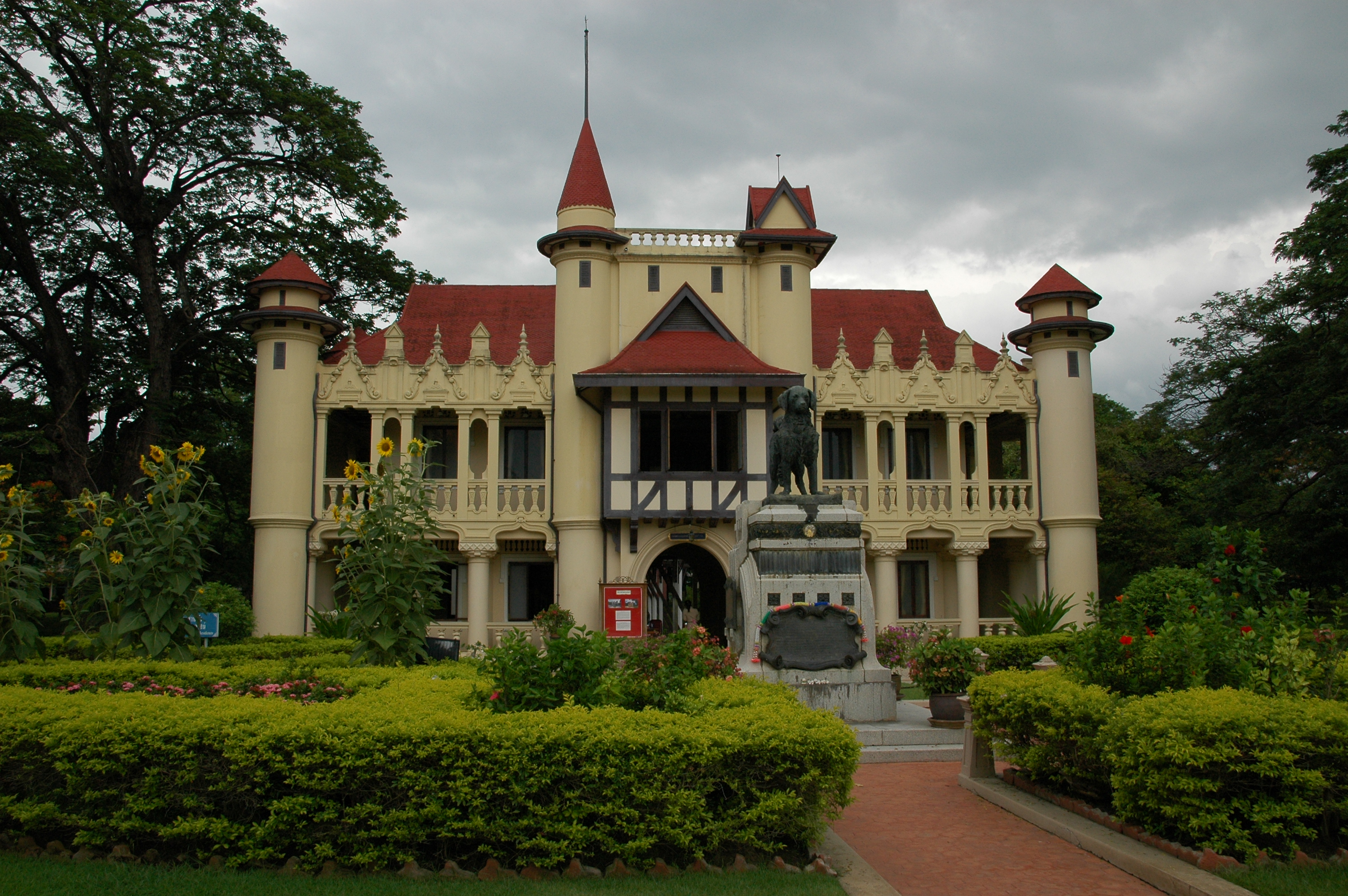
Frontansicht des Hauptgebäudes von Sanam Chan

Sanam Chan (thailändisch พระราชวัง สนามจันทร์, Aussprache: [pʰráʔ râːtt͡ɕʰawaŋ sàʔnăːm t͡ɕan], auch: Sanam Chandra) ist eine Palastanlage von König Vajiravudh (Rama VI.) am westlichen Stadtrand (heute am Rand der Innenstadt) von Nakhon Pathom.

## Palastanlage
Verlässt man die Anlage des Phra Pathom Chedi durch ihren westlichen Ausgang und folgt dann immer der hier beginnenden und strikt nach Westen führenden Thanon Ratchadamnoen (dem "königlichen Fußweg") – in Wirklichkeit eine breite Aufmarschallee –, dann gelangt man nach etwa einem Kilometer in eine von künstlichen Bachläufen durchzogene Gartenlandschaft in "englischem Stil", die inzwischen allerdings teilweise mit Sportanlagen und Spielplätzen verbaut wurde. Hier findet sich auch der örtliche Tierpark. Dieses weitläufige Areal war ursprünglich der den Palastbezirk von Vajiravudh umgebende Park, welcher sich gerne in der Gegend von Nakhon Pathom aufgehalten hat. Der mit dem Namen Sanam Chan versehene Palast ist nicht mit anderen königlichen Palastanlagen Thailands vergleichbar: Hier fehlt ein Zaun oder eine Umfassungsmauer – die Parkanlagen stellten also die einzige Barriere zum "gewöhnlichen Volk" dar. Die Ansammlung verschiedener kleiner Villen in unterschiedlichen Stilen erinnert am ehesten an den Sommerpalast von Chulalongkorn (Rama V.) in Bang Pa-in, aber die Baustile entsprechen einer aufgeklärteren Periode und die Offenheit spricht für ein gewandeltes Machtverständnis des Königs. Außerdem hat der König diese Anlage vorwiegend alleine (bzw. in Begleitung seines Hundes) genutzt; deshalb gibt es also beispielsweise keine Wohngebäude für andere Mitglieder der königlichen Familie.
Einige der Gebäude ließ Vajiravudh schon um 1908, also noch vor seiner Regierungszeit als König, errichten.
Neben einem zentralen Gebäude, das sich aus drei unterschiedlichen Bauteilen zusammensetzt, befinden sich auch ein Holzhaus im Thai-Stil und ein dem hinduistischen Elefantengott Ganesha, dem Schutzgott der thailändischen Künste, gewidmeter Schrein innerhalb der gepflegten Anlage. Auch ein lebensgroßes Bronzedenkmal des sitzenden Königs in Uniform – versonnen in Richtung des von hier aus sichtbaren großen Chedi blickend, mit Schreibblock und Stift des Dichters in Händen – findet sich hier. Nebengebäude, die ebenfalls – in einer Mischung aus europäischem und thailändischem Stil – reich verziert sind, waren ehemals dem königlichen Stab vorbehalten und dienen heute als Bürogebäude der Provinzverwaltung.

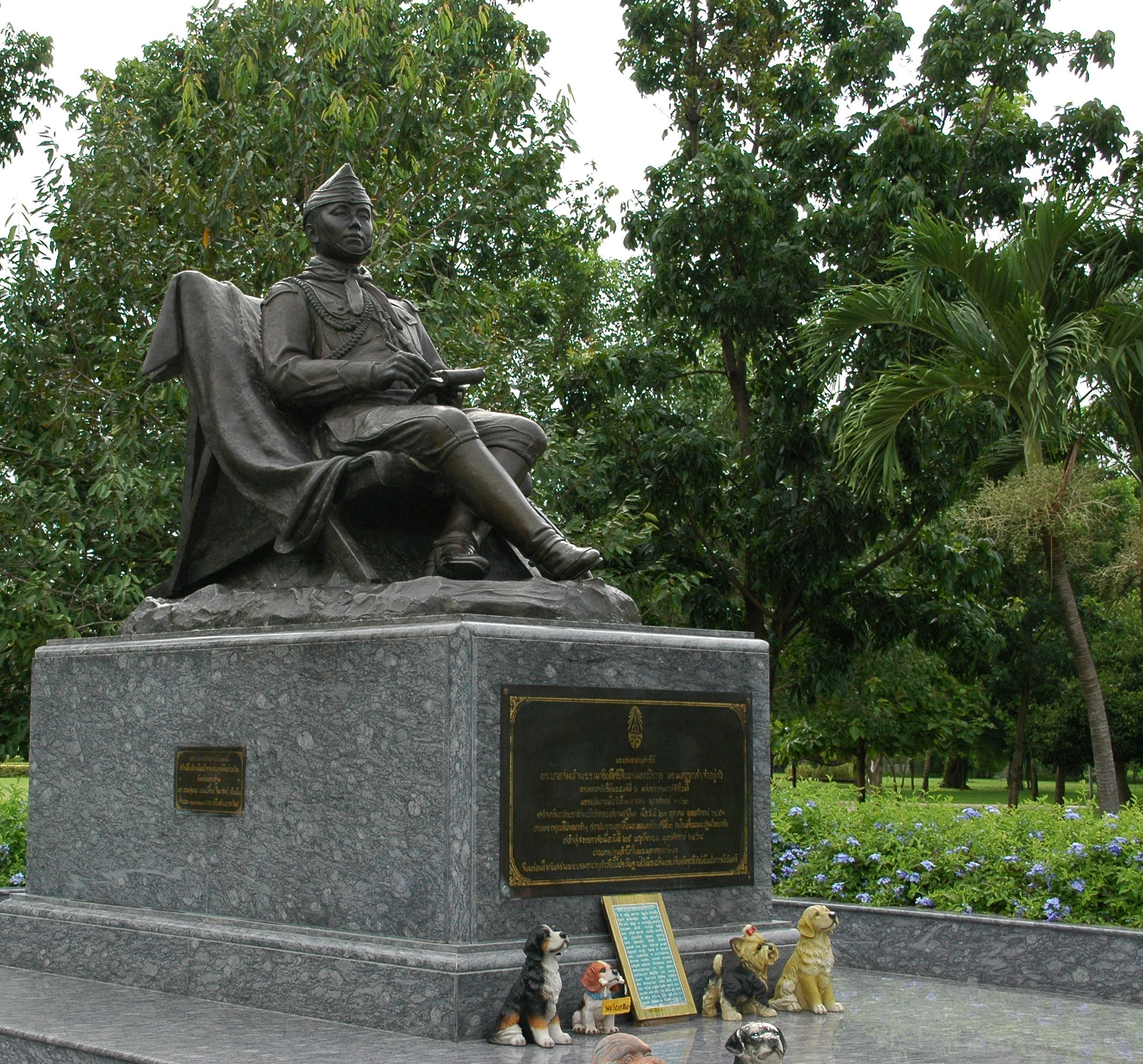
Das Denkmal des Königs Vajiravudh im Park von Sanam Chan

Sowohl der Ganesha-Schrein als auch das Denkmal des Königs (hier werden nach thailändischem Brauch immer wieder Plastik- oder Gipsfiguren von kleinen Hunden platziert) werden von den Einheimischen hoch verehrt.
Die Namen der einzelnen Gebäude lauten (in der am Ort verwendeten englischen Transkription):
- Bhimarn Prathom Residence (in Thai: พระที่นั่ง พิมานปฐม, RTGS: Phra Thinang Phiman Pathom)
- Samekkeemukamartaya Hall (พระที่นั่ง สามัคคีมุขมาตย์, RTGS: Phra Thinang Samakkhi Muk-Mat)
- Chaleemongkolasana Residence (พระตําหนัก ชาลีมงคลอาสน์, RTGS: Phra Tam-Nak Chali Mongkhon-At)
- Mareerajaratabunlung Residence (พระตําหนัก มารีราชรัตบัลลังก์, RTGS: Phra Tam-Nak Mari Ratcha-Rat Banlang)
- Thub Kwan Residence (พระตําหนัก ทับขวัญ, RTGS: Phra Tam-Nak Thap-Khwan)

## Chaleemongkolasana-Residenz
Das zentrale Gebäude der Palastanlage ist die sich aus drei Bauteilen zusammensetzende Chaleemongkolasana-Residenz (auch Charlie Mongkhol Art Hall), errichtet in einer merkwürdigen Mischung aus europäischen und asiatischen Elementen.
Das zweistöckige, sehr verspielte Gebäude in einer seltenen Kombination aus blassgelb gestrichenen Außenwänden unter leuchtend roten Dächern ist grundsätzlich im Stil der französischen Renaissance erbaut (man denke an die burgähnlichen Schlösser der Loire), zeigt aber auch Anleihen aus der Fachwerkbauweise der mittelalterlichen Wohnarchitektur Englands mit Zugeständnissen an das tropische Klima Thailands. Es befindet sich am südlichen Ende einer weiten offenen Wiese; an seinen Seiten ist es mit altem Baumbestand eingefasst und mit seiner Rückseite stößt es an einen größeren Teich. Es wurde bereits um 1908 von Prinz Itthithepsan Kritakara erbaut. Im Obergeschoss befinden sich ein Studierzimmer, ein Schlaf- und ein Badezimmer.

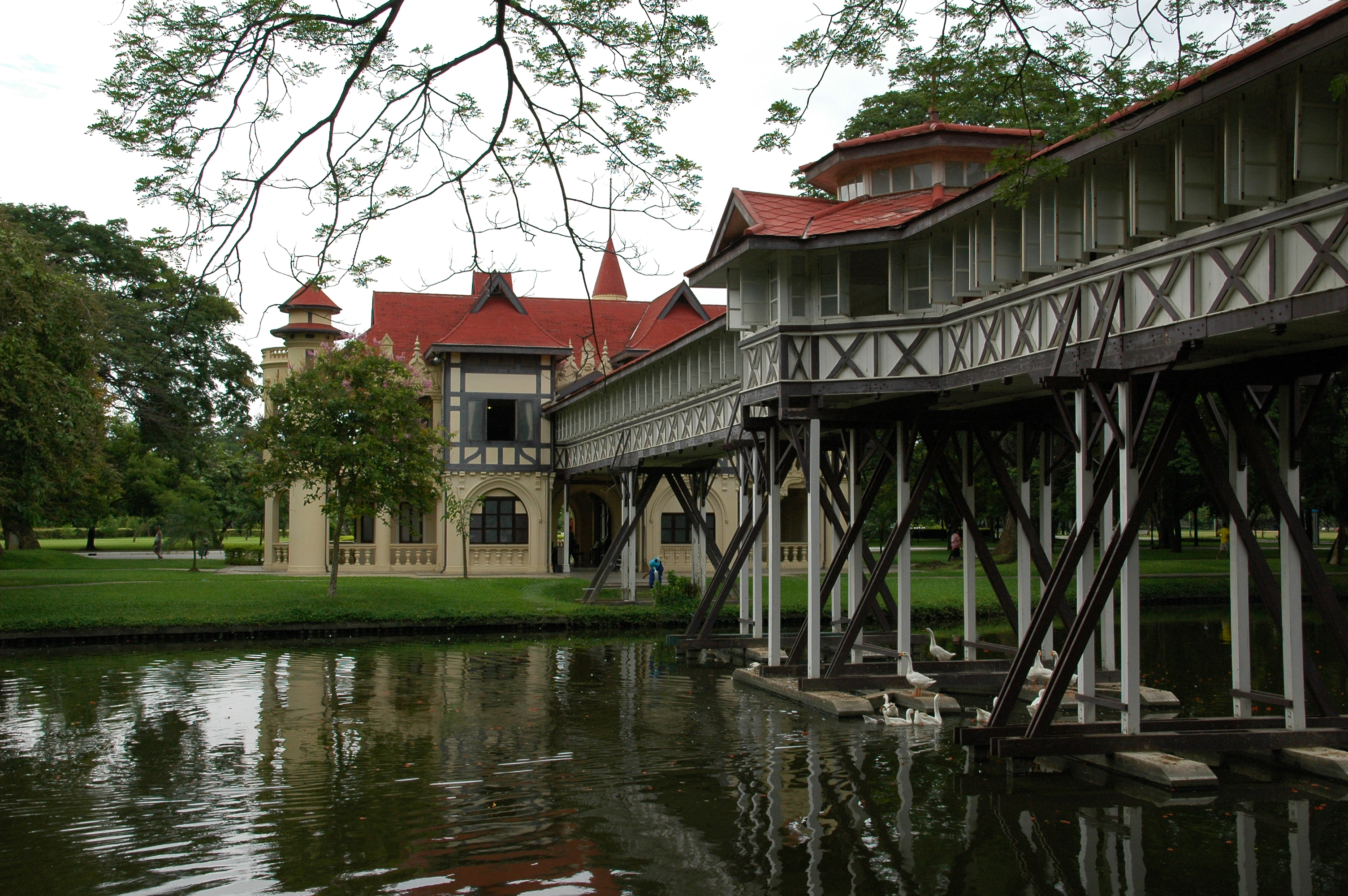
Fachwerk-Brücke auf der Rückseite des Hauptgebäudes von Sanam Chan

Der König selbst eröffnete das Haus am 3. Februar 1917 in einer feierlichen Zeremonie. In seinen letzten Lebensjahren wohnte Vajiravudh des Öfteren hier – beispielsweise wenn er sich in Nakhon Pathom wegen der Treffen und Wehrübungen seines Wild Tiger Corps aufhielt (einer paramilitärischen Organisation, die er am 1. Mai 1911 ins Leben gerufen hatte).
Der Fachwerk-Erker im ersten Stockwerk oberhalb des zentralen Eingangs der Audienzhalle setzt sich gewissermaßen an der Rückseite des Gebäudes in einer ebenfalls in Fachwerk errichteten geschlossenen Brücke fort, die dieses der Repräsentation dienende Gebäude mit den Wohnräumen im Obergeschoss einer eher "privaten" Villa auf der gegenüberliegenden Seite eines Teichs verbindet. (Eine Trennung, wie sie beispielsweise auch – jedoch in anderer Deutlichkeit – in Bang Pa-in zu finden ist.) Die Brücke ist knapp 50 m lang und etwa in ihrer Mitte (der Mitte der Brücke wie der des Teichs) befindet sich ein kleiner Pavillon, der als Billardraum diente. Das Rückgebäude ist ziemlich schlicht gehalten. In all diesen Räumlichkeiten befindet sich heute ein aufschlussreiches Museum zu Leben und (besonders dem literarischen) Werk des Königs und zu den Aktivitäten seines Wild Tiger Corps.

## Jarlet-Denkmal

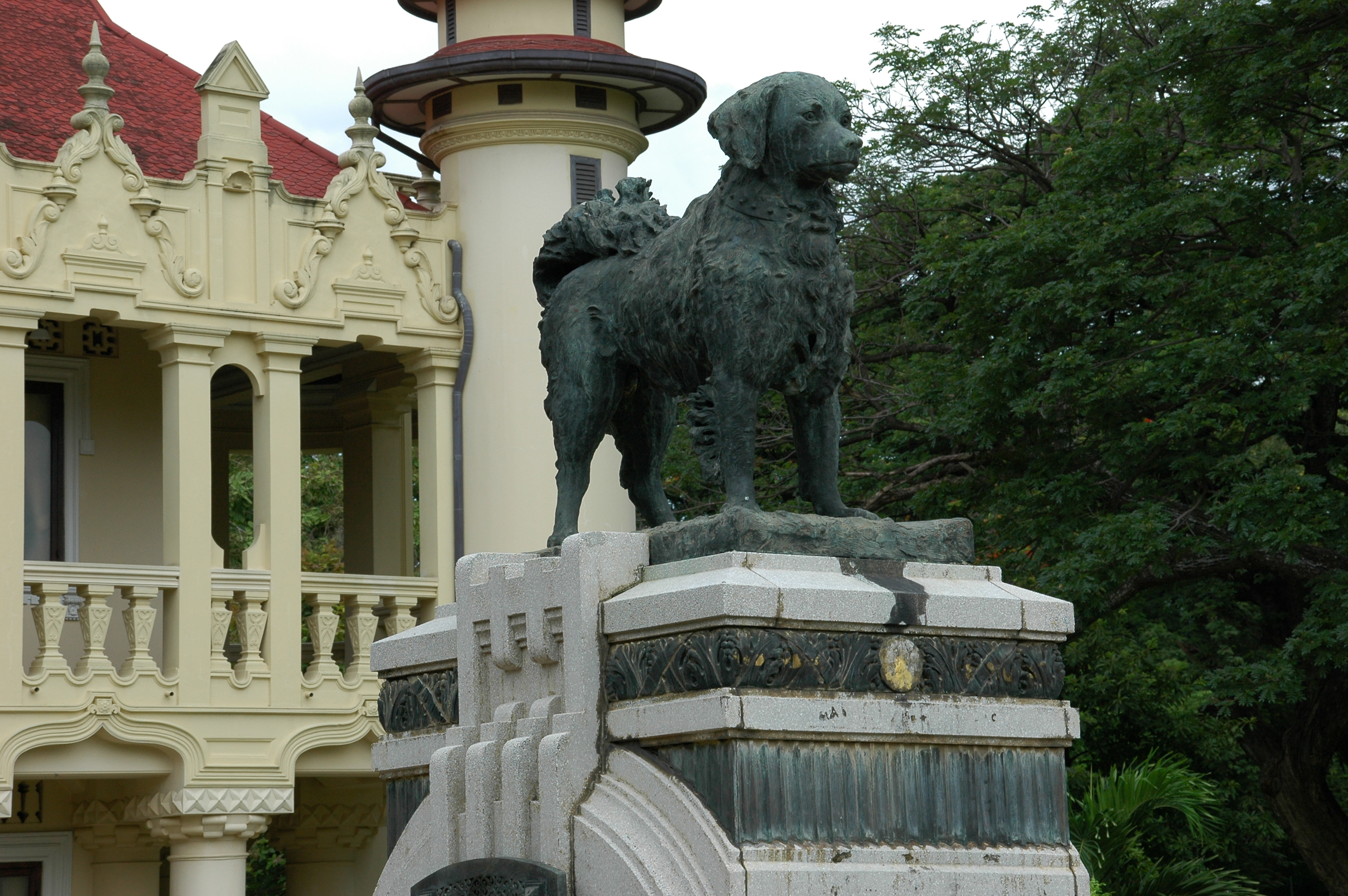
Das Jarlet-Denkmal vor dem Hauptgebäude von Sanam Chan

Das Kuriosum der Palastanlage und der Grund, weshalb diese auch überregional (zumindest bei den Thais; weniger allerdings bei Touristen) eine gewisse Bekanntheit erlangt hat, rührt von einem Denkmal für den Lieblingshund des Königs her, welches zentral vor dem Haupteingang der Audienzhalle aufgestellt ist. Auf einer an diesem Anusawari Jaa-Le (meist wird der Name des Hundes als Jarlet transkribiert) genannte Denkmal (in Thai: อนุสาวรีย์ ย่าเหล) angebrachten Tafel ist die Geschichte einer innigen Beziehung zwischen Mensch und Tier – dem thailändischen König Vajiravudh und seinem Hund Jarlet – niedergeschrieben (übersetzt aus dem Thailändischen):
"Jarlet war eine schwarzweiße Promenadenmischung mit buschigem Schwanz und hängenden Ohren. Der Hund wurde im Gefängnis von Nakhon Pathom geboren und gehörte dem Oberaufseher Luang Chai-arya (Pho Kheha-nant, später Phra Phuttha Kasetra-nurak). Während eines Besuchs in diesem Gefängnis sah Vajiravudh den Hund und äußerte sich bezüglich dessen Niedlichkeit. Später schenkte der Oberaufseher dem König seinen Hund, der ihn – nach dem Protagonisten in einem seiner Lieblingsschauspiele – Jarlet nannte.
Jarlet war sehr klug und verständnisvoll. Sofort wurde er der Liebling des Königs und wich niemals von seiner Seite.
Eines Nachts verließ Jarlet das Haus, streifte umher und geriet in einen Kampf mit anderen Hunden in den Kasernen der Königlichen Wache. Er wurde niedergeschossen und am nächsten Morgen tot aufgefunden. Die Untersuchungen stellten fest, dass ein Offizier den Streit der Hunde gehört und geschossen hatte, ohne aber zu wissen, dass ein Querschläger Jarlet getötet hatte.
Der Tod des Hundes traf den König sehr schwer. Er hielt eine Trauerfeier für ihn und ließ eine Bronzestatue schaffen, die vor der Charlie Mongkhol Art Hall aufgestellt wurde. Der König verewigte seine tiefen Gefühle für den treu-ergebenen Hund in einer strophenreichen Eloge, die ebenfalls in Bronze gegossen und in den Sockel des Denkmals eingearbeitet wurde."
Die Chaleemongkolasana-Residenz wurde auch – nach einem Kosenamen für Jarlet – Tamnak 'Lae genannt.